# Almedinilla
Almedinilla est une commune espagnole de la communauté autonome d'Andalousie, dans la province de Cordoue, en Espagne.

## Géographie

### Transports

#### Transports routiers
La principale route qui traverse Almedinilla est la route A-339. L'A-339 est une route de la communauté autonome andalouse qui va d'ouest en est et relie Cabra (province de Cordoue) à Alcalá la Real (province de Jaén).
Des autres routes secondaires sont :
- La route andalouse A-3225 qui part de Zamoranos et arrive à Almedinilla.
- La route provinciale CO-8203 qui part du territoire communal d'Almedinilla et arrive à Venta de Agramaderos.
- La route provinciale CO-8205 qui part du territoire communal d'Almedinilla et arrive au territoire communal d'Algarinejo.

## Administration
| Période                                  | Période | Identité           | Étiquette | Qualité |
| ---------------------------------------- | ------- | ------------------ | --------- | ------- |
| N/A                                      | N/A     | Antonio Cano Reina | PSOE      | Maire   |
| Les données manquantes sont à compléter. |         |                    |           |         |